# Pozoblanco
Pozoblanco è un comune spagnolo di 16 369 abitanti situato nella comunità autonoma dell'Andalusia, provincia di Cordova. Si trova sulla Sierra Morena ed è il capoluogo della comarca di Los Pedroches.

## Amministrazione

### Gemellaggi
- Le Mée-sur-Seine